# Temporada 2021 de W Series
La temporada 2021 de W Series fue la segunda temporada de dicho campeonato formado exclusivamente por pilotos mujeres.
Jamie Chadwick retuvo el título de pilotos al ganar las dos carreras de la última ronda.

## Equipos y pilotos
| Equipo               | N.º | Piloto            | Rondas |
| -------------------- | --- | ----------------- | ------ |
| Puma W Series Team   | 3   | Gosia Rdest       | 1-2    |
| Puma W Series Team   | 19  | Marta García      | Todas  |
| Puma W Series Team   | 20  | Caitlin Wood      | 4-5    |
| Puma W Series Team   | 49  | Abbi Pulling      | 3, 6-8 |
| Bunker Racing        | 5   | Fabienne Wohlwend | Todas  |
| Bunker Racing        | 37  | Sabré Cook        | Todas  |
| Ecurie W             | 7   | Emma Kimiläinen   | Todas  |
| Ecurie W             | 44  | Abbie Eaton       | Todas  |
| Sirin Racing         | 11  | Vicky Piria       | Todas  |
| Sirin Racing         | 85  | Miki Koyama       | Todas  |
| M. Forbes Motorsport | 17  | Ayla Ågren        | Todas  |
| M. Forbes Motorsport | 95  | Beitske Visser    | Todas  |
| Racing X             | 21  | Jessica Hawkins   | Todas  |
| Racing X             | 27  | Alice Powell      | Todas  |
| Scuderia W           | 22  | Belén García      | Todas  |
| Scuderia W           | 26  | Sarah Moore       | Todas  |
| W Series Academy     | 3   | Gosia Rdest       | 5      |
| W Series Academy     | 32  | Nerea Martí       | Todas  |
| W Series Academy     | 51  | Irina Sidorkova   | Todas  |
| W Series Academy     | 20  | Caitlin Wood      | 7-8    |
| Veloce Racing        | 55  | Jamie Chadwick    | Todas  |
| Veloce Racing        | 97  | Bruna Tomaselli   | Todas  |
| Fuentes:             |     |                   |        |

| Icono | Clase          |
| ----- | -------------- |
| R     | Piloto reserva |

| N.º | Piloto        |
| --- | ------------- |
| 3   | Gosia Rdest   |
| 20  | Caitlin Wood  |
| 31  | Tasmin Pepper |
| 49  | Abbi Pulling  |
| 99  | Naomi Schiff  |

## Calendario
| Ronda    | Circuito                                     | Fecha           |
| -------- | -------------------------------------------- | --------------- |
| 1        | Red Bull Ring, Spielberg 1                   | 26 de junio     |
| 2        | Red Bull Ring, Spielberg 2                   | 3 de julio      |
| 3        | Circuito de Silverstone, Silverstone         | 17 de julio     |
| 4        | Hungaroring, Mogyoród                        | 31 de julio     |
| 5        | Circuito de Spa-Francorchamps, Francorchamps | 28 de agosto    |
| 6        | Circuito de Zandvoort, Zandvoort             | 4 de septiembre |
| 7        | Circuito de las Américas, Austin             | 23 de octubre   |
| 8        | Circuito de las Américas, Austin             | 24 de octubre   |
| Fuentes: |                                              |                 |

## Resultados
| Ronda | Ronda             | Pole position   | Vuelta rápida   | Piloto ganadora | Equipo ganador |
| ----- | ----------------- | --------------- | --------------- | --------------- | -------------- |
| 1     | Spielberg 1       | Alice Powell    | Alice Powell    | Alice Powell    | Racing X       |
| 2     | Spielberg 2       | Jamie Chadwick  | Jamie Chadwick  | Jamie Chadwick  | Veloce Racing  |
| 3     | Silverstone       | Alice Powell    | Alice Powell    | Alice Powell    | Racing X       |
| 4     | Budapest          | Jamie Chadwick  | Jamie Chadwick  | Jamie Chadwick  | Veloce Racing  |
| 5     | Spa-Francorchamps | Jamie Chadwick  | Emma Kimiläinen | Emma Kimiläinen | Ecurie W       |
| 6     | Zandvoort         | Emma Kimiläinen | Alice Powell    | Alice Powell    | Racing X       |
| 7     | Austin 1          | Abbi Pulling    | Alice Powell    | Jamie Chadwick  | Veloce Racing  |
| 8     | Austin 2          | Jamie Chadwick  | Alice Powell    | Jamie Chadwick  | Veloce Racing  |

## Clasificaciones

### Puntuaciones
| Posición | 1.º | 2.º | 3.º | 4.º | 5.º | 6.º | 7.º | 8.º | 9.º | 10.º |
| Puntos   | 25  | 18  | 15  | 12  | 10  | 8   | 6   | 4   | 2   | 1    |

### Campeonato de Pilotos
| Pos. | Piloto            | SPI1 | SPI2 | SIL | BUD | SPA | ZAN | AUS1 | AUS2 | Puntos |
| ---- | ----------------- | ---- | ---- | --- | --- | --- | --- | ---- | ---- | ------ |
| 1    | Jamie Chadwick    | 6    | 1    | 3   | 1   | 2   | 2   | 1    | 1    | 159    |
| 2    | Alice Powell      | 1    | 8    | 1   | 2   | 4   | 1   | 3    | 6    | 132    |
| 3    | Emma Kimiläinen   | 13   | 3    | 4   | 6   | 1   | 3   | 2    | 3    | 108    |
| 4    | Nerea Martí       | 7    | 7    | 5   | 3   | 8   | 4   | 8    | 8    | 61     |
| 5    | Sarah Moore       | 2    | 4    | 7   | 15  | 13  | 9   | 7    | 4    | 56     |
| 6    | Fabienne Wohlwend | 3    | 10   | 2   | Ret | 7   | 16  | 9    | Ret  | 42     |
| 7    | Abbi Pulling      |      |      | 8   |     |     | 7   | 4    | 2    | 40     |
| 8    | Beitske Visser    | 12   | 11   | 6   | 5   | DNS | 12  | 5    | 5    | 38     |
| 9    | Irina Sidorkova   | 8    | 2    | 14  | 4   | WD  | 13  |      |      | 34     |
| 10   | Belén García      | 4    | 9    | 17† | 8   | 14  | 8   | 12   | 7    | 28     |
| 11   | Jessica Hawkins   | 16   | 16   | 16  | 10  | 6   | 5   | 6    | 15   | 27     |
| 12   | Marta García      | Ret  | 12   | 12  | 7   | 3   | 18  | 15   | DNS  | 21     |
| 13   | Abbie Eaton       | 15   | 6    | 9   | 13  | 10  | 6   | Ret  | DNS  | 19     |
| 14   | Miki Koyama       | 5    | 18   | Ret | 12  | 9   | 10  | 10   | 12   | 14     |
| 15   | Bruna Tomaselli   | 11   | 5    | 11  | 9   | 15  | 17  | 17   |      | 12     |
| 16   | Caitlin Wood      |      |      |     | 17  | 5   |     | 13   | 10   | 11     |
| 17   | Ayla Ågren        | 10   | 14   | 15  | 11  | DNS | 15  | 16   | 9    | 3      |
| 18   | Gosia Rdest       | 9    | 17   |     |     | 16  |     |      |      | 2      |
| 19   | Vicky Piria       | 17†  | 15   | 10  | 16  | 12  | 11  | 14   | 14   | 1      |
| 20   | Sabré Cook        | 14   | 13   | 13  | 14  | 11  | 14  | 11   | 13   | 0      |
| Pos. | Piloto            | SPI1 | SPI2 | SIL | BUD | SPA | ZAN | AUS1 | AUS2 | Puntos |

| Color     | Resultado                                                               |
| --------- | ----------------------------------------------------------------------- |
| Oro       | Ganador                                                                 |
| Plata     | 2.ª plaza                                                               |
| Bronce    | 3.ª plaza                                                               |
| Verde     | Finalizó en los puntos                                                  |
| Azul      | Finalizó sin puntos                                                     |
| Azul      | NC - No clasificado                                                     |
| Violeta   | Ret - No terminó (Carrera)                                              |
| Rojo      | DNQ - No se clasificó                                                   |
| Negro     | DSQ - Descalificado                                                     |
| Blanco    | DNS - No empezó (carrera)                                               |
| Blanco    | WD - Retirado (fin de semana)                                           |
| Blanco    | C - Carrera cancelada                                                   |
| Sin color | DNP - Inscrito pero no participó                                        |
| Sin color | INJ - Lesionado                                                         |
| Sin color | EX - Excluido                                                           |
| Estado    | Resultado                                                               |
| Negrita   | Pole position                                                           |
| Cursiva   | Vuelta rápida                                                           |
| †         | Abandona, pero clasifica al completar el porcentaje requerido para ello |

Fuente: W Series.

### Citas
1. ↑  Vázquez, Ana (24 de octubre de 2021). «Jamie Chadwick, superior: ¡campeona de las W Series 2021!». SoyMotor.com. Consultado el 24 de octubre de 2021.
2. ↑  «Fabienne: Ein Podium für die Nachbarn». AutoSprint.ch (en alemán). 27 de junio de 2021. Consultado el 1 de septiembre de 2021.
3. ↑  «W Series: As 18 escolhidas para a segunda época». AutoSport (en portugués de Portugal). 21 de octubre de 2019. Consultado el 17 de diciembre de 2020.
4. ↑  «2021 Driver Line-Up Announced». W Series. 17 de diciembre de 2020. Archivado desde el original el 6 de noviembre de 2021. Consultado el 23 de enero de 2021.
5. ↑  «Reserve driver line-up confirmed for 2021». W Series. 11 de junio de 2021. Archivado desde el original el 6 de noviembre de 2021. Consultado el 14 de junio de 2021.
6. ↑  «W SERIES PIVOTS TOWARDS NEW ‘TEAM’ STRUCTURE». W Series (en inglés). W Series Limited. 24 de junio de 2021. Archivado desde el original el 27 de octubre de 2021. Consultado el 25 de junio de 2021.
7. ↑  «W Series to support F1 in 2021 and beyond». ESPN.com (en inglés). 12 de noviembre de 2020. Consultado el 8 de diciembre de 2020.
8. ↑  «2021 race calendar announced». W Series (en inglés estadounidense). 8 de diciembre de 2020. Archivado desde el original el 4 de noviembre de 2021. Consultado el 8 de diciembre de 2020.
9. ↑  «Preparations Hit The Home Straight». W Series (en inglés estadounidense). 17 de mayo de 2021. Archivado desde el original el 19 de mayo de 2021. Consultado el 17 de mayo de 2021.
10. ↑  «2021 SEASON». W Series (en inglés). W Series Limited. Archivado desde el original el 8 de septiembre de 2021. Consultado el 26 de junio de 2021.